# Pierre-Gaston Rigaud
Pour les articles homonymes, voir Rigaud.
Pierre-Gaston Rigaud (né le 4 août 1874 à Bordeaux d'une famille originaire de Saint-Morillon et mort le 27 juin 1939 à Paris) est un peintre postimpressionniste français.

## Biographie
Il est le fils d'Arnaud Rigaud, forgeron de marine et de Jeanne Adélie Lafourcade. Après avoir été élève de l'école des beaux-arts de Bordeaux en 1894, il est élève des Beaux-Arts de Paris de 1895 à 1898 dans les ateliers de Léon Bonnat, Gustave Moreau et Albert Maignan.
En 1905, il épouse Madeleine Filippi (1878-1976), à Saint-Germain-du-Corbéis près d'Alençon et ils ont deux enfants : 
- Geneviève Rigaud (1906-1982). Elle épouse le journaliste caricaturiste André Caza, né André Cazaumayou, (1911-2003)

Il est le grand-père du dessinateur de bandes dessinées et illustrateur de science-fiction Caza.
- Jean Rigaud (1912-1999) peintre de la Marine. Il épouse Françoise, une sœur d'André Caza.

Il est membre fondateur de la société des amis des cathédrales en 1912 avec Beltrand, Jammes, Paul Jamot, Charles Tournemire, Maurice Denis, George Desvallières, Louis Rouart. L'association a pour but de "faire connaître l'art chrétien sous quelque forme qu'il se manifeste : philosophie, musique, architecture, sculpture, peinture" (visite, audition musicale, conférence).
Il forme dans son atelier Boulevard Pereire : Maurice Martin (peintre) et Paul Anderbouhr.
Parmi ses amis et connaissances, on compte les peintres Jacques-Émile Blanche, Maurice Denis, Willem van Hasselt, Hubert-Denis Etcheverry, William Didier-Pouget, Vergeaud, Henri-Achille Zo, Jacques Beltrand, René Ménard,Maurice Chabas et Paul Chabas, les musiciens Charles Tournemire (parrain de son fils Jean), Ermend Bonnal, Lucien Capet, et les poètes Francis Eon et Francis Jammes.
Pierre-Gaston Rigaud est inhumé à Bordeaux.

## Expositions, Œuvres et Récompenses
Il expose au Salon des artistes français. Vice-président des peintres de figures, il expose aussi au Salon de la Nationale, des Indépendants, des Tuileries, et au Salon d'automne. Il obtient une médaille d'or à l'Exposition coloniale de 1931, une autre à l'exposition de 1937 pour une grande composition décorative sur le terroir bordelais. Après avoir réalisé beaucoup de tableaux de composition, de paysages du Pays basque, de la Corse, de Venise, d'Arcachon, et de portraits, il se consacre presque exclusivement à la représentation de cathédrales et de leurs vitraux (Chartres, Bourges, Amiens, Auxerre, Cathédrale Notre-Dame de Sées). Il est connu comme le « peintre des cathédrales ». Il expose à Paris, galerie Georges Petit-Charpentier et en province.
Il est membre de la Société de Saint-Jean et expose :
- 1897, Exposition Galerie Georges Petit (cf critique de Robert Kemp dans l'Aurore, no 5206, février 1897 : "M. Rigaud a mérité, d'emblée la grande renommée"
- 1908 Salon des indépendants (cf La justice, 3 avril 1908)
- 1909, Exposition Pierre-Gaston Rigaud ...: 1-15 mars, galerie Georges Petit, préface d'André Girodie
- 1910 Salle Imberti, Bordeaux "Le village, les landes, les églises" (article d'Eugène Bouvy, chargé de cours à la Faculté des lettres et bibliothécaire de l'Université de Bordeaux, in Revue Philomathique de Bordeaux, 1910)
- 1912 Exposition Pierre-Gaston Rigaud ...: 16-19 févr. Galerie Georges Petit
- 1921 Exposition Pierre-Gaston Rigaud, Galerie Georges Petit
- 1928 Salon des artistes français et Salon des Tuileries (cf l'Art et l'Artiste)
- 1934 Salon du printemps (cf les cahiers de la santé publique)
- 1937 fresque "Lot et Garonne - Gers" avec son fils pour le pavillon de Guyenne et de Gascogne de l'Exposition universelle de 1937 et ils reçoivent une médaille d'or[1].

Des musées français ont fait l'acquisition de ses œuvres : le Musée du Luxembourg, Nantes, Angoulême, Troyes, la Tour-du-Pin, Mulhouse, Montmorillon au Musée des beaux-arts de Bordeaux. Beaucoup de tableaux de Pierre-Gaston Rigaud se trouvent dans des collections particulières en France (Robert de la Sizeranne, de Chaponnay Prince de Croÿ, Baron d'Echtal d'Astorica, Abel Pifre, Roblot, Ghensi, Decroix, Faure, Marmes l'apostof Comte d'elbée, Odier, de Passemar de Saint André), en Suisse (J. Stern, William Aguet, de Witt) et aux États-Unis[réf. nécessaire].
L'église de la commune de Saint-Morillon conserve quatre de ses toiles, et la mairie quatre autres.

## Galerie

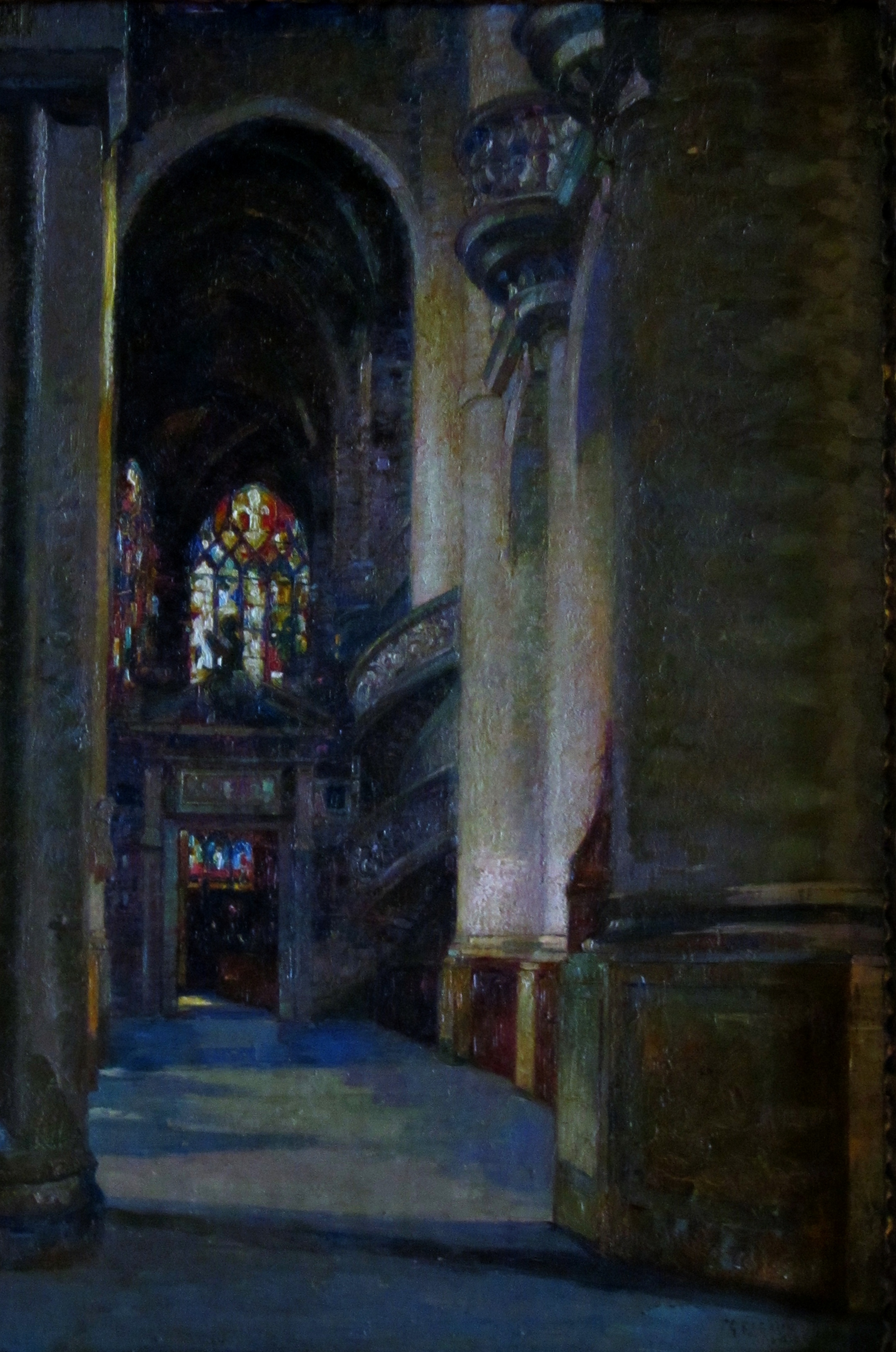